# Dummy (gioco)
Dummy è un gioco di carte che si pratica con un mazzo specifico, ideato da Leo Colovini e Dario De Toffoli e prodotto, dal 1998, dalla Dal Negro.
Questo gioco è distribuito in paesi come Italia, Inghilterra, Francia, Germania, Russia, Spagna, Portogallo, Giappone, per i quali sono disponibili le istruzioni nella relativa lingua. Il numero dei giocatori può variare da 2 a 5 di età superiore ai sette anni. Il mazzo è formato da carte colorate di verde, arancione, blu, marrone e viola che rispettivamente presentano i numeri 3, 4, 5, 6 e 7.

## Come giocare

### Le carte
All'interno della confezione sono contenute carte così distribuite:
- 21 carte di colore verde con il numero tre
- 20 carte di colore arancione con il numero quattro
- 20 carte di colore blu con il numero cinque
- 24 carte di colore marrone con il numero sei
- 21 carte di colore viola con il numero sette

per un totale di 106 carte.

### Obiettivo del gioco
Quando un giocatore finisce le proprie carte, la partita ha termine. Vince chi ha guadagnato più carte. Non sono previsti punti bonus per chi chiude. 
La partita  può continuare fino ad un numero di vittorie prefissate o, in alternativa, si può andare a punti come nei giochi più classici.

### Svolgimento

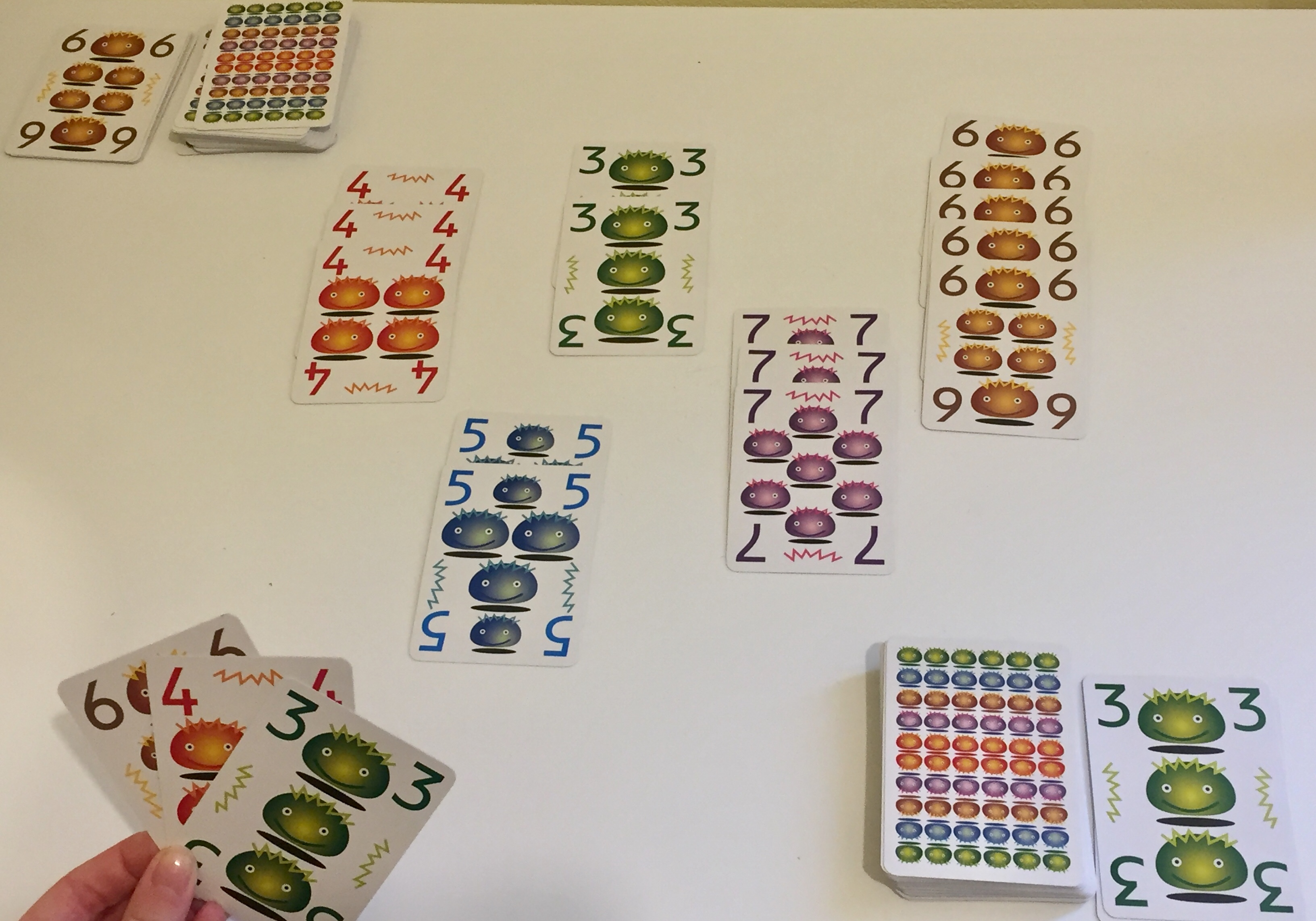
In questo caso il giocatore guadagna la fila dei tre, dei quattro e dei sei e le pone scoperte accanto al proprio mazzetto.

Un giocatore mescola il mazzo e tutte le carte vengono distribuite in modo da formare un mazzetto di carte coperte che ogni partecipante deve tenere davanti a sé.
Secondo un giro orario ogni giocatore pesca tre carte dal proprio mazzetto e ne mette sul tavolo da una (obbligatoriamente) a tre. Alla fine del turno ne pesca tante quante quelle giocate nel turno precedente così da avere sempre tre carte in mano. La carte giocate da ogni giocatore si posizionano sul tavolo una sull'altra per formare diverse serie di file divise per categorie (la fila dei tre, dei quattro, dei cinque, dei sei e dei sette), fino a quando un giocatore guadagna le carte posizionando la terza carta sui tre, la quarta carta sui quattro, la quinta carta sui cinque e così via.
Ad ogni giro ogni giocatore può guadagnare da zero a tre file di carte dipendentemente dalle file presenti sul tavolo e dalle carte in mano. Se un giocatore ha tre carte con il numero 3 in mano, al suo turno, può stendere sul tavolo le tre carte e metterle automaticamente tra le carte guadagnate.
Le carte guadagnate vengono prese dal giocatore e conservate scoperte, per il conteggio a fine partita, accanto al mazzetto delle carte coperte.
La durata del gioco è di circa 10 minuti.

## Altre versioni
Il gioco è stato edito da Ravensburger col nome di Yummy e da Piatnik col nome di Ketch up.